# Daejeon

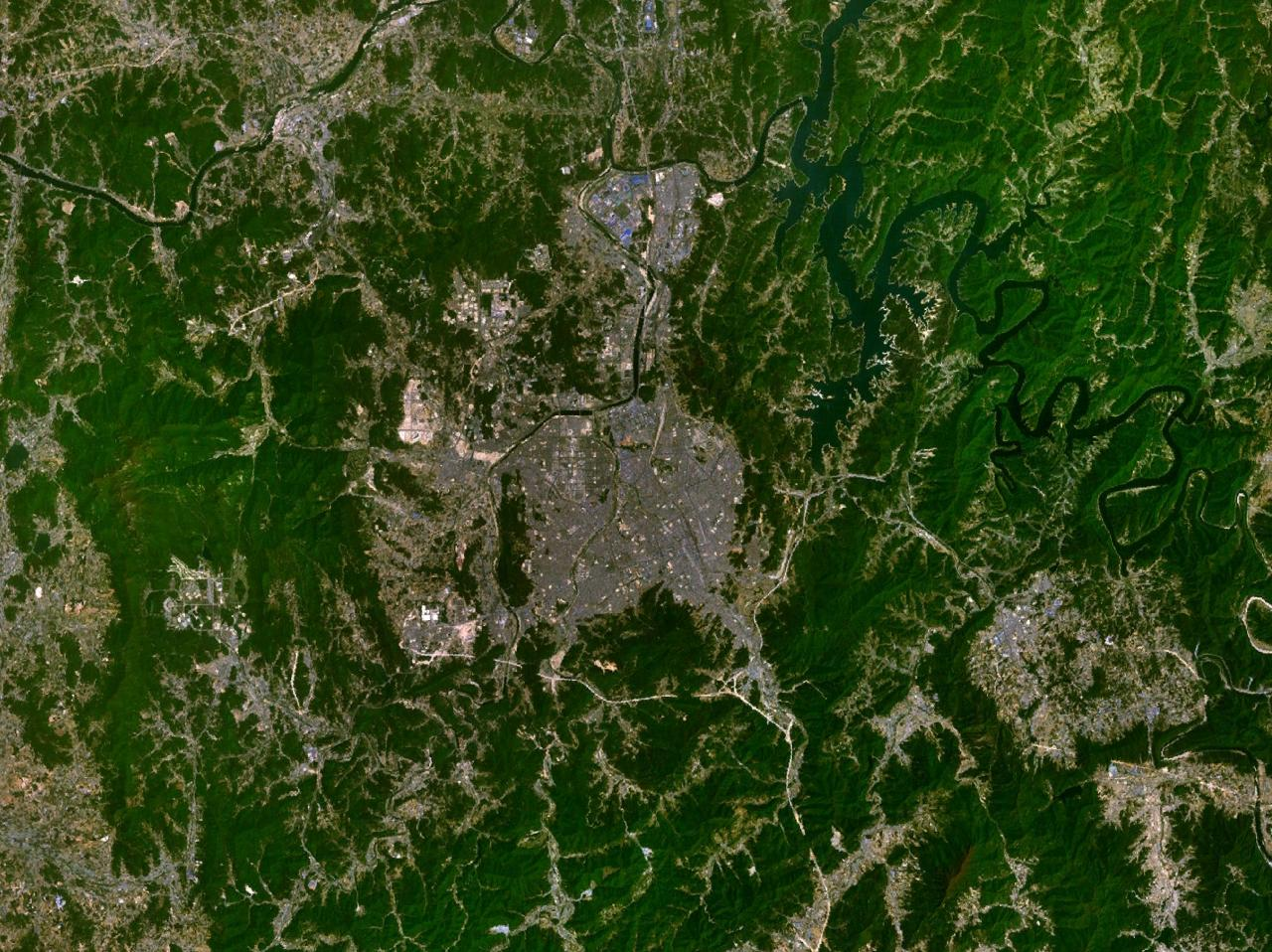
Vista de satèl·lit de Daejeon

La ciutat metropolitana de Daejeon està situada al centre de Corea del Sud, a 167 quilòmetres al sud de Seül, i és la capital de la província de Chungcheongnam-do. És la cinquena ciutat més gran de Corea del Sud, amb aproximadament 1.5 milions d'habitants.

## Ciutats agermanades
- Ōda, Shimane, Japó (1987)
- Seattle, Estats Units (1989)
- Budapest, Hongria (1994)
- Nanquín, Xina (1994)
- Calgary, Canadà (1996)
- Guadalajara, Mèxic (1997)
- Uppsala, Suècia (1999)
- Novossibirsk, Rússia (2001)
- Brisbane, Austràlia (2002)
- Bình Dương, Vietnam (2005)
- Sapporo, Japó (2010)